# Dalar
Dalar (in armeno Դալար?, in passato Dalular) è un comune dell'Armenia di 2 578 abitanti (2008) della provincia di Ararat.